# Fresco (gioco)
Fresco (in tedesco Fresko) è un gioco da tavolo in stile tedesco di Marco Ruskowski e Marcel Süßelbeck pubblicato nel 2010 da Queen Games.

## Ambientazione
I giocatori assumono il ruolo di pittori del Rinascimento che competono tra loro per ottenere maggior il prestigio restaurando, coadiuvati dai propri aiutanti, per conto del vescovo il grande dipinto presente sulla volta della Cattedrale.
Il gioco ha vinto il premio Deutscher Spiele Preis nel 2010 ed è stato tra i nominati per il premio Spiel des Jahres.

## Regole e materiali

### Materiali
- 1 tabellone a doppia faccia (per partite a 2/3 e 4 giocatori);
- 14 tessere del mercato dei colori;
- 25 tessere dell'affresco (con valore 3-11 punti);
- 60 monete di valore 1 tallero (36x), 5 talleri (16x) e 10 talleri (8x);
- 78 cubetti colorati: 17 di colore rosso, giallo e blu; 9 di colore verde, viola e arancio;
- 4 segnalino-aiutante di colore neutro;
- 20 segnalino-aiutante: 5 in ciascuno dei 4 colori;
- 12 segnalino-pittori, 3 in ciascuno dei 4 colori;
- 1 segnalino-vescovo;
- 8 cartoncini di protezione (4 piccoli e 4 grandi);
- 4 schemi delle azioni
- 4 carte con tabelle per le miscelazioni dei colori;
- 1 sacchetto di stoffa;
- 1 foglio delle istruzioni.

### Regole del gioco
Nel gioco base i giocatori devono decidere a che ora fare alzare i propri aiutanti per iniziare il lavoro di restauro: dall'ora dipende l'ordine in cui si effettuano tutte le altre azioni nel turno ma anche l'umore degli assistenti (più presto ci si alza e peggiore sarà l'umore di questi) e il prezzo e la disponibilità dei colori al mercato (più presto ci si alza e maggiore è la scelta dei colori, ma costano di più).
Dopodiché ciascun giocatore pianifica i compiti a cui si può dedicare nel corso della giornata/turno: andare al mercato ad acquistare i colori, restaurare una porzione d'affresco per ottenere punti vittoria, eseguire dei ritratti per guadagnare denaro, miscelare i colori per ottenerne altri ed andare a teatro per migliorare l'umore degli assistenti.
Quando mancano 6 o meno tessere dalla volta dell'affresco termina la partita. Il vincitore è il giocatore con il maggior numero di punti vittoria, che ha ricevuto per le porzioni di affresco restaurate.

## Espansioni
La scatola base del gioco contiene già tre mini-espansioni, che possono essere giocate una alla volta o tutte insieme, che aggiungono variabilità e longevità al gioco

### Espansione 1:I Ritratti
Contenuto: 18 carte dei ritratti.
Eseguendo i ritratti i giocatori potranno guadagnare soldi, colori, e altri benefici.

### Espansione 2:Gli ordini del Vescovo
Contenuto: 12 tessere con gli incarichi, su un lato ci sono le indicazioni per raggiungere l'incarico (i colori da possedere per un incarico speciale oppure monete per un incarico generico) ed i punti vittoria che si ottengono, sull'altro lato c'è l'incasso in miscele di colori e monete.

### Espansione 3:Le miscele di colori
Contenuto: 7 tessere aggiuntive dell'affresco, 12 cubetti: 6 rosa e 6 marroni, 4 nuove carte miscele, 1 tessera dell'altare.
Vengono aggiunti due nuovi colori, che possono essere ottenuti miscelando colori primari e secondari e nuove tessere affresco che, se raccolte danno ancora più punti.

## Premi e riconoscimenti
Il gioco ha vinto i seguenti premi e avuto i seguenti riconoscimenti:
- 2010
  - Deutscher Spiele Preis, vincitore;
  - Spiel des Jahres, gioco nominato[1].
  - Juego del Año: finalista[2];